# Ольгертс Остенбергс
Ольгертс Остенбергс (латис. Oļģerts Ostenbergs, у радянських документах Ольгерд Индрикович Остенберг; 28 січня 1925 — 13 грудня 2012) — радянський і латвійський архітектор.

## Біографія
Ольгертс Остенбергс народився 28 січня 1925 року в місті Даугавпілсі.
Навчався на архітектурному факультеті Латвійського державного університету (1946-1951), закінчив архітектурний факультет Ленінградського інженерно-будівельного інституту (1957).
Після закінчення інституту працював архітектором в різних проектних організаціях міста Риги. (1957-1961), проектувальником і головним архітектором Інституту архітектурно-будівельного проектування «Торгпроект» (1961-1969) і Ризького проектного інституту «Пилспроект» (1972-1973).
Викладав в Ризькому політехнічному інституті і Латвійській академії мистецтв. Член Спілки архітекторів з 1963 року і Спілки художників Латвійської РСР з 1985 року.

## Творчість
Основні роботи Ольгерта Остенберга: Саласпілський меморіальний ансамбль (авторський колектив, 1967); Пам'ятник радянським військовополоненим в Саласпілсі (авторський колектив, 1968); інтер'єр ювелірного магазину «Рота» (1969); інститут «Торгпроект» (1973); ризьке кафе «Ленінград» (1973); торговий центр Иманта-4 (1976); адміністративна будівля в Латгальському передмісті міста Риги (1978); пам'ятник Іманту Судмалісу в Лієпаї (1978, скульптори В. Албергс і Г. Гріндберга); пам'ятник Александру Чаку в Ризі (1981, скульптор Л. Жургіна).
Автор індивідуальних проектів житлових та дачних будинків. Брав участь у конкурсах, публікував роботи з теорії архітектури і дизайну в латвійських, польських і німецьких друкованих виданнях.

## Нагороди та премії
- Ленінська премія (1970) — за меморіал в Саласпілсі